# Chêne-Arnoult
Chêne-Arnoult este o comună în departamentul Yonne, Franța. În 2009 avea o populație de 124 de locuitori.

## Evoluția populației
| An        | 1975 | 1982 | 1990 | 1999 | 2006 | 2009 |
| --------- | ---- | ---- | ---- | ---- | ---- | ---- |
| Populație | 115  | 114  | 125  | 127  | 123  | 124  |